# (14103) Manzoni
(14103) Manzoni es un asteroide del cinturón principal. Descubierto el 1 de octubre de 1997 por Piero Sicoli y Augusto Testa, tiene una órbita caracterizada por un semieje mayor de 2,9392294 UA y una excentricidad orbital de 0,0722028, inclinada 2,12632° con respecto a la eclíptica.
El asteroide está dedicado al poeta y dramaturgo italiano Alessandro Manzoni.